# Lijst van rijksmonumenten in Barneveld (dorp)
De plaats Barneveld telt 16 inschrijvingen in het rijksmonumentenregister. Hieronder een overzicht.
| Object                                                          | Oorspronkelijke functie?  | Bouwjaar                                              | Architect | Locatie           | Coördinaten?                  | Nr.?   | Afbeelding                                                      |
| --------------------------------------------------------------- | ------------------------- | ----------------------------------------------------- | --------- | ----------------- | ----------------------------- | ------ | --------------------------------------------------------------- |
| Terrein waarin twee grafheuvels                                 | Archeologisch monument    | Neolithicum en/of Bronstijd                           |           |                   | 52° 13' 8" NB, 5° 40' 36" OL  | 45106  | Upload foto                                                     |
| Terrein waarin vijf grafheuvels                                 | Archeologisch monument    | Neolithicum en/of Bronstijd                           |           |                   | 52° 12' 53" NB, 5° 39' 5" OL  | 45107  | Upload foto                                                     |
| Terrein waarin twee grafheuvels                                 | Archeologisch monument    | Neolithicum en/of Bronstijd                           |           |                   | 52° 12' 52" NB, 5° 40' 57" OL | 45111  | Upload foto                                                     |
| De Schaffelaar: hoofdgebouw                                     | Kasteel, buitenplaats     | 1841                                                  |           | Stationsweg 6     | 52° 8' 33" NB, 5° 35' 29" OL  | 513548 | Meer afbeeldingen                                               |
| De Schaffelaar: park en koewei                                  | Tuin, park en plantsoen   | 18e eeuw                                              |           | Stationsweg bij 6 | 52° 8' 33" NB, 5° 35' 29" OL  | 513550 | Meer afbeeldingen                                               |
| De Schaffelaar: toegangshek                                     | Erfscheiding              | 19e eeuw                                              |           | Stationsweg bij 6 | 52° 8' 28" NB, 5° 35' 29" OL  | 513551 | Meer afbeeldingen                                               |
| De Schaffelaar: koetshuis                                       | Bijgebouwen kastelen enz. | 19e eeuw                                              |           | Stationsweg 4     | 52° 8' 31" NB, 5° 35' 29" OL  | 513552 | Meer afbeeldingen                                               |
| De Schaffelaar: boerderij                                       | Bijgebouwen kastelen enz. | 1869                                                  |           | Stationsweg 2     | 52° 8' 30" NB, 5° 35' 30" OL  | 513553 | Meer afbeeldingen                                               |
| De Schaffelaar: stuw, sluis en duiker                           | Tuin, park en plantsoen   | 19e eeuw                                              |           | Stationsweg bij 6 | 52° 8' 44" NB, 5° 35' 39" OL  | 513554 | Meer afbeeldingen                                               |
| De Schaffelaar: tuinsieraden                                    | Tuin, park en plantsoen   |                                                       |           | Stationsweg bij 6 | 52° 8' 42" NB, 5° 35' 42" OL  | 513555 | Meer afbeeldingen                                               |
| De Schaffelaar: tuinmanswoning met houten schuur                | Bijgebouwen kastelen enz. | 19e eeuw                                              |           | Wesselseweg 11    | 52° 8' 34" NB, 5° 35' 49" OL  | 513556 | Meer afbeeldingen                                               |
| De Schaffelaar: woonhuis                                        | Bijgebouwen kastelen enz. | 1885                                                  |           | Stationsweg 22    | 52° 8' 55" NB, 5° 35' 60" OL  | 513557 | Meer afbeeldingen                                               |
| Museum Nairac ("Brouwershuis")                                  | Woonhuis                  | eerste kwart 17e eeuw                                 |           | Langstraat 13     | 52° 8' 25" NB, 5° 35' 3" OL   | 8611   | Meer afbeeldingen                                               |
| Deftig huis met omlopende kroonlijst en dakkapel met zijstukken | Woonhuis                  | 17e eeuw                                              |           | Langstraat 33     | 52° 8' 24" NB, 5° 35' 6" OL   | 8612   | Deftig huis met omlopende kroonlijst en dakkapel met zijstukken |
| NH Kerk                                                         | Kerk en kerkonderdeel     | 12e of 13e eeuw 15e eeuw (ontstaan)                   |           | Langstraat 10     | 52° 8' 24" NB, 5° 35' 4" OL   | 8613   | NH Kerk                                                         |
| NH Kerktoren                                                    | Kerk en kerkonderdeel     | waarschijnlijk 14e eeuw (bouw) 15e eeuw (5e geleding) |           | Torenplein bij 1  | 52° 8' 24" NB, 5° 35' 3" OL   | 8614   | Meer afbeeldingen                                               |

## Voormalig rijksmonument
| Object                        | Oorspronkelijke functie? | Bouwjaar                    | Architect | Locatie | Coördinaten?                | Nr.?  | Afbeelding  |
| ----------------------------- | ------------------------ | --------------------------- | --------- | ------- | --------------------------- | ----- | ----------- |
| Terrein waarin een grafheuvel | Archeologisch monument   | Neolithicum en/of Bronstijd |           |         | 52° 9' 4" NB, 5° 45' 47" OL | 45117 | Upload foto |